# Risøyna (Fjell)
Ne doit pas être confondu avec Risøyna ou Risøyna (Lindås).
Risøyna est une île dans le landskap Sunnhordland du comté de Vestland. Elle appartient administrativement à Øygarden.

## Géographie
Rocheuse et couverte d'une légère végétation, elle s'étend sur environ 500 m de longueur pour une largeur approximative de 304 m.